# محمد اکبر شورماچ نورستانی

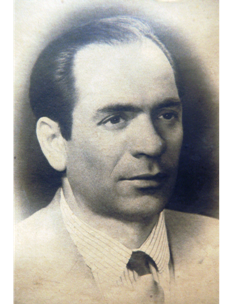
محمد اکبر شورماچ نورستانی

محمداکبر شورماچ نورستانی مؤرخ و دانشمندِ افغانی است که در سال  (۱۳۰۸هـ) در قریهٔ کیوشت ولسوالی مندول ولایت نورستان چشم به جهان گشوده است. وی تحصیلات ابتدایی و متوسطه را در مکتب عسکری موسوم به((لیسهٔ سپورت نورستانی)) و سپس در لیسهٔ عالی حربی مؤفقانه به پایان رسانیده و بعداً در سال (۱۳۳۴هـ) از دانشگاه  کابل دررشتهٔ تاریخ و جغرافیه به اخذ لیسانس موفق گردیده است.

## کارنامه
محمد اکبر شورماچ نورستانی  پس از   فراغت از دانشگاه  کابل به حیث استاد به تدریس  مضمون تاریخ و جغرافیه مدت ۲۷ سال در لیسه حربی  اشتغال داشت  و در سال (۱۳۶۱هـ)  پیش از فرارسیدن موعد معینهٔ قانونی به تقاعد سوق داده شد. چون او شخص  آگاه از مسایل و معضلات پیچیدهٔ اجتماعی و ملی افغانستان بود، دولت وقت افغانستان در سال (۱۳۶۲هـ)  او را بحیث مشاور وزیراقوام و قبایل انتصاب کرد،  در سال (۱۳۶۵ هـ) به حیث معین وزارت اقوام و قبایل تعیین گردید. از آنجایی که برای دولت وقت مسایل ملی و امور مربوط به سرحدات از اولویت ویژهٔ برخوردار بوده، رهبری آنزمان کشور در سال (۱۳۶۹هـ)  تصمیم به تقسیم وزارت موصوف به دو وزارت مستقل گرفت و در نتیجه محمداکبر شورماچ نورستانی به حیث وزیر امور ملیتها در حکومت آنوقت افغانستان که در تاریخ حکومات افغانستان برای اولین بار تأسیس گردیده بود، تقرر حاصل نمود. محمد اکبر شورماچ همزمان با کار‌های رسمی و دولتی در اکثر نهادها و مؤسسات فرهنگی و علمی کشور عضویت داشت.
مانند:
- عضو اکادمی علوم افغانستان
- عضو انجمن نویسنده گان افغانستان
- عضو انجمن فرهنگی سید جمال الدین افغان
- انجمن  شورای فرهنگی نورستان (که خودش مؤسس آن بود)
- شورای سرتاسری نورستان (که خودش مؤسس آن بود)
- اشتراک کاری در اکثر سیمینارهای علمی بین المللی درداخل و خارج کشور
- عضو کمیسیونهای تدوین قانون اساسی، قانون انتخابات و شورای ملی افغانستان
- عضو کمیسیون عالی انتخابات شورای ملی افغانستان[۲]

## مهاجرت
محمداکبر شور ماچ نورستانی بعد از سقوط حکومت داکتر نجیب الله و تصرف شهر کابل توسط مجاهدین و شروع جنگ بین تنظیم‌های جهادی (مجاهدین) از  افغانستان با  خانوادۀ خود به پاکستان مهاجر شدند.محمداکبر شور ماچ در جریان مهاجرت نیز به کار نویسندگی ادامه داد. وقتیکه حکومت طالبان سقوط کرد، وی دوباره با خانوادۀ خود به افغانستان عودت کردند. محمد اکبر شور ماچ  بعد از عودت به وطن، در شهر کابل دچار مریضی  شد، تا آنکه بعد از سپری شدن چند سالی و ضعیف شدن او به اثر همان مریضی که عاید حالش گردیده بود در سال (۱۳۸۵هـ)  به سن (۷۷) سالگی در شفاخانه در کابل جهان فانی را وداع گفتند.

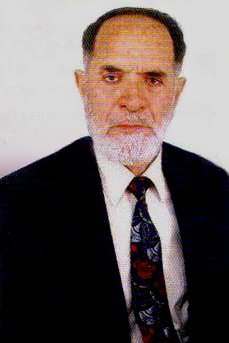
Mohammad Akbar Shurmach Nuristani

## آثار
محمد اکبر شورماچ نورستانی مقالات و آثار زیادی (اعم از مطبوع وچاپ نشده) در بارهٔ مسایل تاریخی- اجتماعی و سیاسی افغانستان و ولایت نورستان 
دارد که عمده‌ترین آن‌ها اینها اند:

### کتابها
- «صد سوال و صد جواب»، که در سال (۱۳۴۷ هـ) چاپ شده‌است.[۳]
- «جغرافیای عمومی افغانستان» طبع سال (۱۳۵۰ هـ)[۴].
- «واقعیت سیمای سیاسی افغانستان بایگانی‌شده  در ۲۰۱۳-۱۰-۱۶ توسط Wayback Machine» که در سال (۱۳۶۹ هـ) از جانب وزارت امور ملیتها چاپ شده‌است.[۵]
- «هویت سیمای سیاسی و تاریخی افغانستان» که در سال (۱۳۷۳ هـ) تألیف شده و هنوز اقبال چاپ نیافته‌است.[۳]
- «نورستان در گسترهٔ تاریخ» که  در سال (۱۳۷۹) به کمک نورستان فوندیشن در پیشاور اقبال چاپ یافته‌است.[۶]

### رساله‌ها
- «تحلیل اوضاع اجتماعی نورستان»، نشر شده در مجله آریانا  در سال (۱۳۳۵ هـ)[۷].
- «تقسیم کار و مفهوم طبقاتی آن در جامعهٔ نورستان» که هنوز به شکل نسخهٔ قلمی بوده و اقبال چاپ نیافته‌است.[۷]
- «فرهنگ  نورستان» که در سال (۱۳۶۵ هـ) چاپ شده‌است.[۷]
- «رهنمای نورستان» که در سال (۱۳۶۸ هـ) تألیف شده‌است.[۷]
- «نامهای تاریخی و ساختار نظام اجتماعی نورستان» که در سال (۱۳۷۲ هـ) برشتهٔ تحریر درآمده ولی هنوز چاپ نشده‌است.[۷]
- «شناخت اجتماعی- تاریخی جامعهٔ نورستان» که در سال (۱۳۷۲ هـ) به رشتهٔ تحریر درآمده است.[۷]
- «قدامت تاریخی زبان (نور ستانی)» که در سال (۱۳۷۴ هـ) تألیف شده‌است.[۷]
- تعلیق و تحشیهٔ کتاب «صفت نامهٔ درویش محمد خان غازی و جنگهای شصت و شش دره»، نسخهٔ قلمی.[۷]
- نسخهٔ قلمی، تعلیق و تحشیه به رساله «منور الانسان فی بیان الانساب» مولانا عبدالرزاق نور ستانی عمگلی گزینی.[۷]